# San Gregorio nelle Alpi
San Gregorio nelle Alpi est une commune de la province de Belluno dans la région Vénétie en Italie.

## Géographie
San Gregorio nelle Alpi se trouve dans la Vallée du Piave sur les pentes du Monte Pizzocco.

## Administration
| Période                                  | Période  | Identité      | Étiquette | Qualité |
| ---------------------------------------- | -------- | ------------- | --------- | ------- |
| 28 mai 2002                              | En cours | Ermes Vieceli |           |         |
| Les données manquantes sont à compléter. |          |               |           |         |

### Hameaux
Frazioni : Velos, Muiach, Roncoi, Donce, Paderno, Alconis, Tassin, Gasnil, Cargnach, Paluch, Cort, Saltoi, Barp, Caval, Paluch, Fumach, Carazzai, Maserolle

### Communes limitrophes
Cesiomaggiore, Santa Giustina, Sospirolo